# Reina
Pour l’article ayant un titre homophone, voir Reyna.
Pour les articles homonymes, voir Reina (homonymie).
Reina est une commune d’Espagne, dans la province de Badajoz, communauté autonome d'Estrémadure.